# Kantang
Kantang (em tailandês: อำเภอกันตัง) é um distrito da província de Trang, no sul da Tailândia. É um dos 10 distritos que compõem a província. Sua população, de acordo com dados de 2012, era de 86 326 habitantes, e sua área territorial é de 612,7 km².